# Gilbert Hovey Grosvenor
Pour les articles homonymes, voir Hovey.
Gilbert Hovey Grosvenor (Constantinople, 28 octobre 1875 - Île du Cap-Breton, 4 février 1966) est un homme de presse américain, éditeur du National Geographic Magazine (1899-1954). Il est considéré comme le père du photojournalisme.

## Biographie
Il fait ses études à la Worcester Academy (en) puis à Robert College. En 1897, il est diplômé de l'Amherst College avec la mention magna cum laude et entre comme employé à plein temps (il est le premier à l'être) à la National Geographic Society. Alexander Graham Bell est alors président de la société.
En 1915, il se rend dans l'ouest des États-Unis avec Stephen Tyng Mather pour une randonnée dans la Sierra Nevada, dans la partie qui est aujourd'hui le Parc national de Sequoia. À son retour, il fournit des fonds pour acheter Giant Forest et l'ajouter au Parc.
À la fin de 1915-1916, il travaille avec Mather et Horace M. Albright parmi d'autres, à la rédaction du National Park Service Organic Act et en avril 1916, publie un numéro spécial du National Geographic Magazine intitulé The Land of the Best pour promouvoir l'importance des parcs et encourageait les lecteurs à soutenir la création d'un système national. Leurs efforts aboutissent avec la création du National Park Service.
Il continue par la suite sa lutte pour les parcs nationaux et s'implique très activement dans la protection du mont Katmai et de la Vallée des Dix Mille Fumées. En 1918, il aide à établir le Parc national de Katmai.
Président de la National Geographic Society (1920-1954), il développe le magazine pour en faire l'une des plus célèbres publications scientifiques du monde.
De 1940 à 1960, il siège aussi au conseil d'administration de l'Université de Miami.
Après sa démission en 1954, sa santé se détériore à la suite du décès de sa femme en 1964. Il meurt en 1966 à l'âge de 90 ans.
Il est inhumé au Hubbard Bell Grossman Pillot Memorial (en) à Rock Creek Cemetery (en) (Washington, D.C..

## Œuvres
- The Geographic Conquests of the Nineteenth Century, 1901
- Reindeer in Alaska, 1903
- Panama and Its Neighbors, 1904
- La découverte du Pôle Nord en 1909, sous le patronage du Club arctique Peary, avec Robert Edwin Peary et Theodore Roosevelt, 1911
- Washington: The Nation's Capital, avec William Howard Taft et James Bryce, 1915
- Our state flowers, 1917
- Flags of the World, avec Byron McCandless, 1923
- Scenes from Every Land, Picturing the People, Natural Phenomena and Animal Life of All Parts of the World, 1923
- Washington Through the Years, 1931
- Insignia of the United States Armed Forces, 1943
- Our National Parks, 1966

## Hommages
- Une arche naturelle en Grès, Grosvenor Arch, dans le sud de l'Utah, le Gilbert H. Grosvenor Hall (en) à Baddeck, ainsi que la Siraitia grosvenorii, ont été nommés en son honneur.
- Un mont de l'Alaska, nommé par Lawrence Martin en 1910, porte aussi son nom[3].

## Galerie

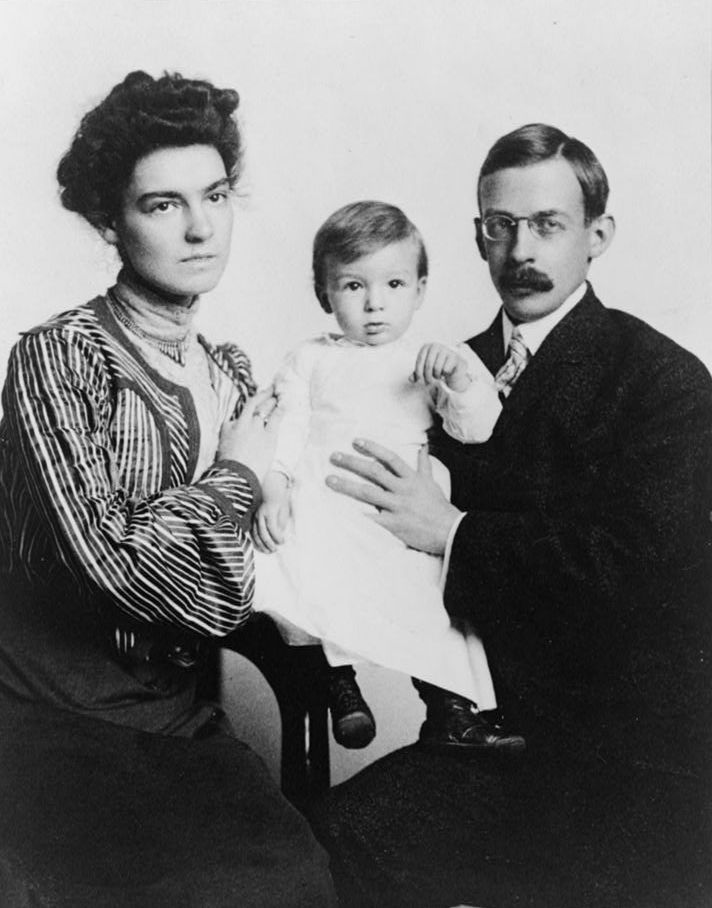
Elsie May et Gilbert H. Grosvenor, tenant leur fils, Melville.
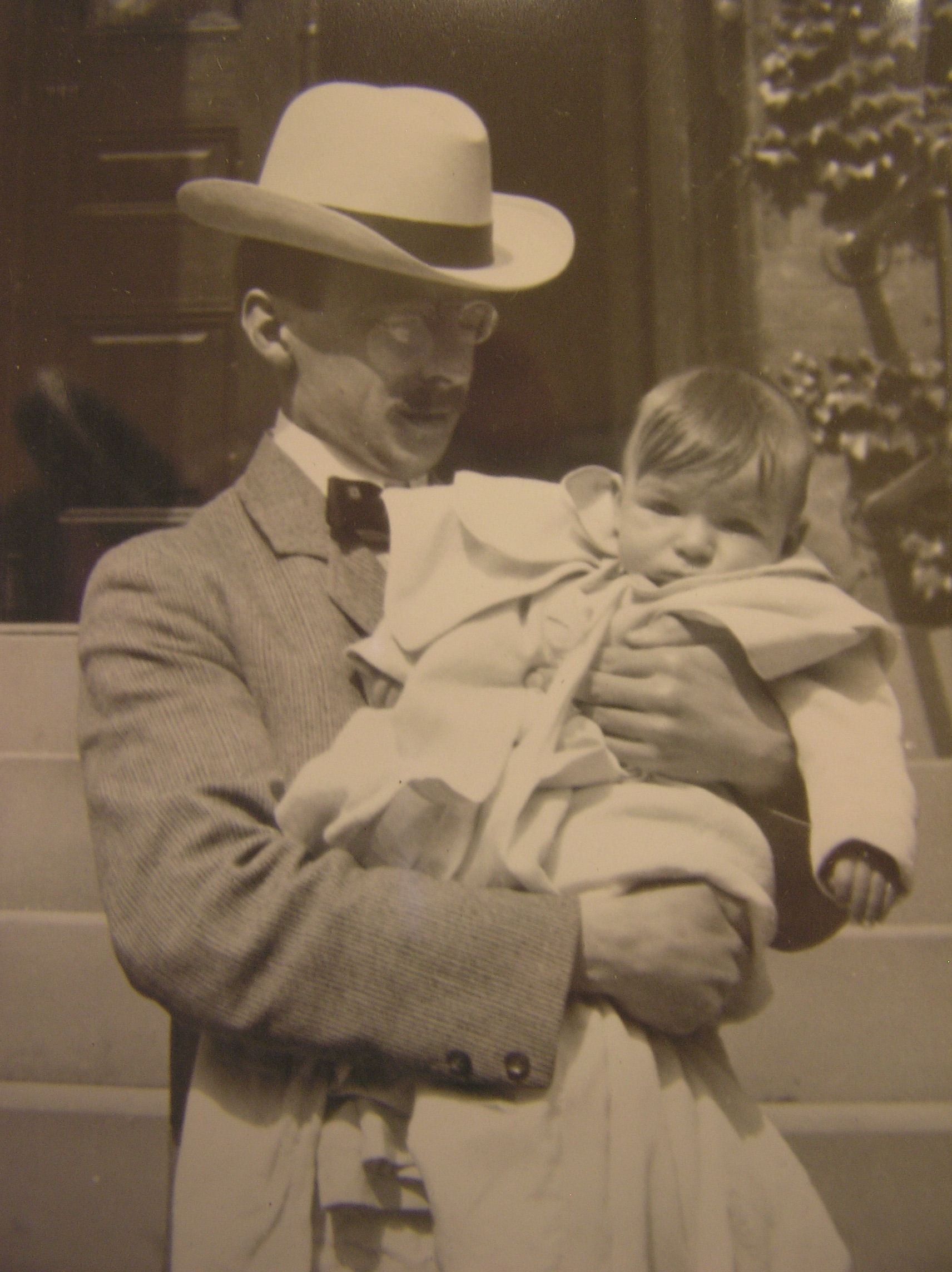
Gilbert H. Grosvenor et son fils Melville Bell Grosvenor en 1902.
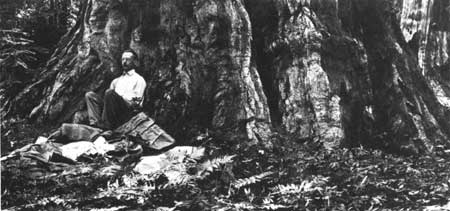
Grosvenor voyageant en Californie avec Stephen Mather.
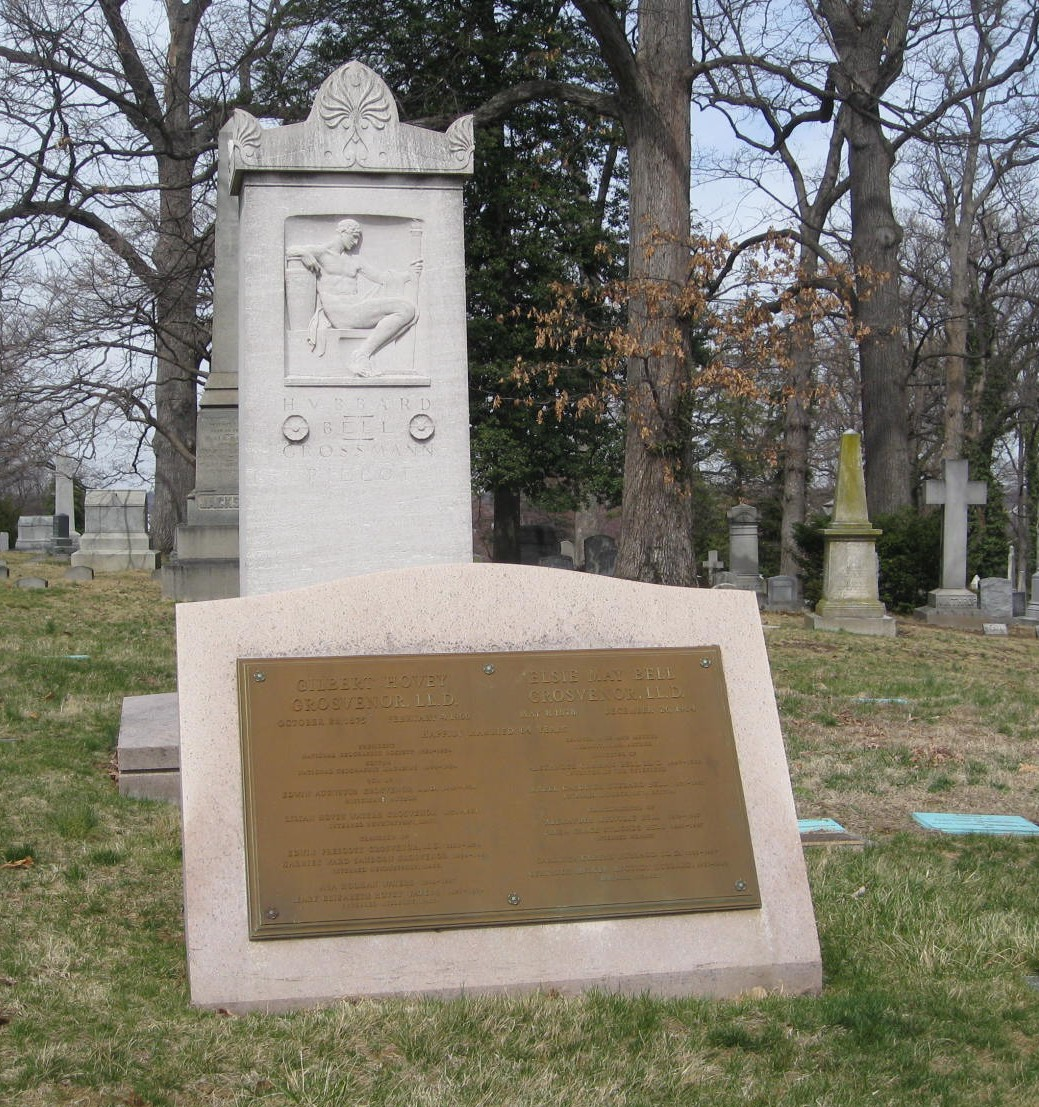
Mémorial de Gilbert et Elsie Grosvenor à Rock Creek Cemetery (Washington, D.C.